# Page Cavanaugh
Page Cavanaugh (Cherokee (Kansas), 26 januari 1922 - Granada Hills, 19 december 2008) was een Amerikaans jazzpianist en jazzzanger.
Cavanaugh was afkomstig uit een muzikaal gezin en toen hij in het leger was, werd hij lid van de "Three Sergeants", een trio met Al Viola op gitaar en Lloyd Pratt op contrabas, dat onder meer speelde in de officiersclub. Na de oorlog werden zij bekend als het "Page Cavanaugh-trio". Het trio trad onder meer op met Frank Sinatra in het Waldorf-Astoria Hotel, speelde voor The Jack Paar Show op NBC-radio en trad op in speelfilms als A Song Is Born, Romance on the High Seas, Big City en Lullaby of Broadway. Het trio was vooral populair in de jaren vijftig en zestig. Hun laatste album kwam uit in 2006.
Cavanaugh opende nadien zijn eigen jazzclub in Studio City. Hij overleed in december 2008 aan een nierziekte.
- Bibliothèque nationale de France: cb13942211n (data)
- Gemeinsame Normdatei: 1115082833
- International Standard Name Identifier: 0000 0001 1446 7726
- Library of Congress Control Number: n91092848
- MusicBrainz: c53eae64-56a1-4905-871d-b37212ae41fc
- Virtual International Authority File: 66656224
- WorldCat: E39PBJtH3RyjrHcjVJXMWr6dwC